# Charlotte Flair
Ashley Elizabeth Fliehr (Charlotte, Carolina del Norte, 5 de abril de 1986) es una luchadora profesional estadounidense. Actualmente trabaja para la WWE en la marca SmackDown bajo el nombre de Charlotte Flair, donde es la actual Campeona Femenina en Parejas de WWE en conjunto con Alexa Bliss.
Es una luchadora de segunda generación ya que es hija del luchador Ric Flair. En 2012, Flair comenzó a entrenar con la WWE, debutando en su territorio de desarrollo NXT en 2013. Obtuvo el Campeonato Femenino de NXT y fue nombrada Novata del Año por Pro Wrestling Illustrated (PWI) en 2014. Flair fue promovida al elenco principal de la WWE en 2015, ganando rápidamente el Campeonato de Divas. En 2016, se convirtió en la inaugural Campeona Femenina de la WWE (el cual más tarde se convirtió en el Campeonato Femenino de Raw). Además, combate contra Sasha Banks en Hell in a Cell en octubre de 2016 fue la primera lucha entre mujeres en encabezar un evento de pago por visión en la historia de WWE. Adicionalmente, participaron en eventos estelares de Raw en octubre y noviembre de 2016 (los primeros eventos estelares de Raw desde 2004), y se convirtieron en las primeras mujeres en ganar el premio PWI al Feudo del Año. También establecieron el récord del combate individual femenino más largo de WWE en Roadblock: End of the Line en diciembre de 2016 con más de 34 minutos. Los lectores de PWI nombraron a Flair como la Mujer del Año y la mejor luchadora profesional femenina del mundo del 2016. Posteriormente, su combate contra Ronda Rousey y Becky Lynch en WrestleMania 35 fue el primer combate femenino en ser el evento estelar en la historia de WrestleMania.
Flair es 16 veces campeona femenina en la WWE, lo que la compañía reconoce como un récord sin precedentes. Sus logros incluyen ser una vez (y la última) Campeona de Divas, seis veces Campeona Femenina de WWE/Raw y un récord de siete veces Campeona Femenina de SmackDown. Antes de unirse al elenco principal, Flair reinó como  Campeona Femenina de NXT. Además, fue campeona en Parejas junto a Asuka. Ha ganado cuatro campeonatos femeninos diferentes en la WWE y es la campeona con el reinado más corto de Smackdown. Adicionalmente, es la primera y única mujer en ganar dos veces el Royal Rumble femenino llevándose la victoria en Royal Rumble (2020) y Royal Rumble (2025). 

## Primeros años
Flair nació en Charlotte, North Carolina hija de Ric Flair y su entonces-esposa Elizabeth. Tiene una media-hermana mayor, Megan, y un medio-hermano mayor, David, mientras que su hermano menor Reid murió el 29 de marzo de 2013. Flair tiene dos campeonatos NCHSAA 4 A-State championships por voleibol durante su tiempo en Providence High School, incluyendo ser capitán de equipo y jugadora del año 2004–2005, También tiene Experiencia en Gimnasia Artística. Asistió a Universidad Estatal Appalachian en Boone, North Carolina antes de transferirse a la Universidad Estatal de North Carolina, donde se graduó con un título de grado en relaciones públicas en el verano de 2008. Flair fue una entrenadora personal certificada antes de convertirse en luchadora.
Flair estuvo en ringside en el episodio del 6 de diciembre de 2004 de Raw en su ciudad natal Charlotte, Carolina del Norte, donde Lita y Trish Stratus compitieron en el evento principal por el Campeonato Femenino de la WWE. Casi 12 años después, el 3 de octubre de 2016, la misma Flair y su rival Sasha Banks harían lo mismo, marcando la tercera vez en la historia en que un evento principal de Raw fue un combate entre mujeres.

## Carrera

### World Championship Wrestling (1993, 2000)
Flair hizo su primera aparición dentro del mundo de la lucha libre profesional cuando tenía siete años de edad, apareciendo en una viñeta promocional junto a su padre realizada para el evento Starrcade '93: 10th Anniversary de la empresa World Championship Wrestling (WCW). En 2000, nuevamente apreció con su papá en WCW como parte del feudo que este tenía con Vince Russo y su medio hermano David. En el episodio del 15 de mayo de Monday Nitro, Flair apareció en un segmento en el que Russo, David y Daffney invadían la casa de los Flair, antes de ser confrontados por Charlotte, su madre Beth, y su hermano Reid. El 11 de junio en The Great American Bash, Flair estuvo como espectadora a un lado del ring durante un combate de retiro entre Ric y David. Luego de que Russo intentara interferir durante la lucha para ayudar a David, ella y su hermano Reid lo atacaron y lo esposaron, lo que permitió a su padre continuar el encuentro para derrotar a David. En el episodio de la noche siguiente de Monday Nitro, David y Russo se enfrentaron a Ric en un combate de desventaja, teniendo a la familia Flair una vez más en como espectadores fuera del ring. Charlotte intentó interferir en nombre de su padre, pero R&B Security, los secuaces de Russo, lo impidieron, lo que permitió que David y Russo derrotaran a Ric y le afeitaran parcialmente la cabeza.

### WWE

#### NXT (2012–2015)

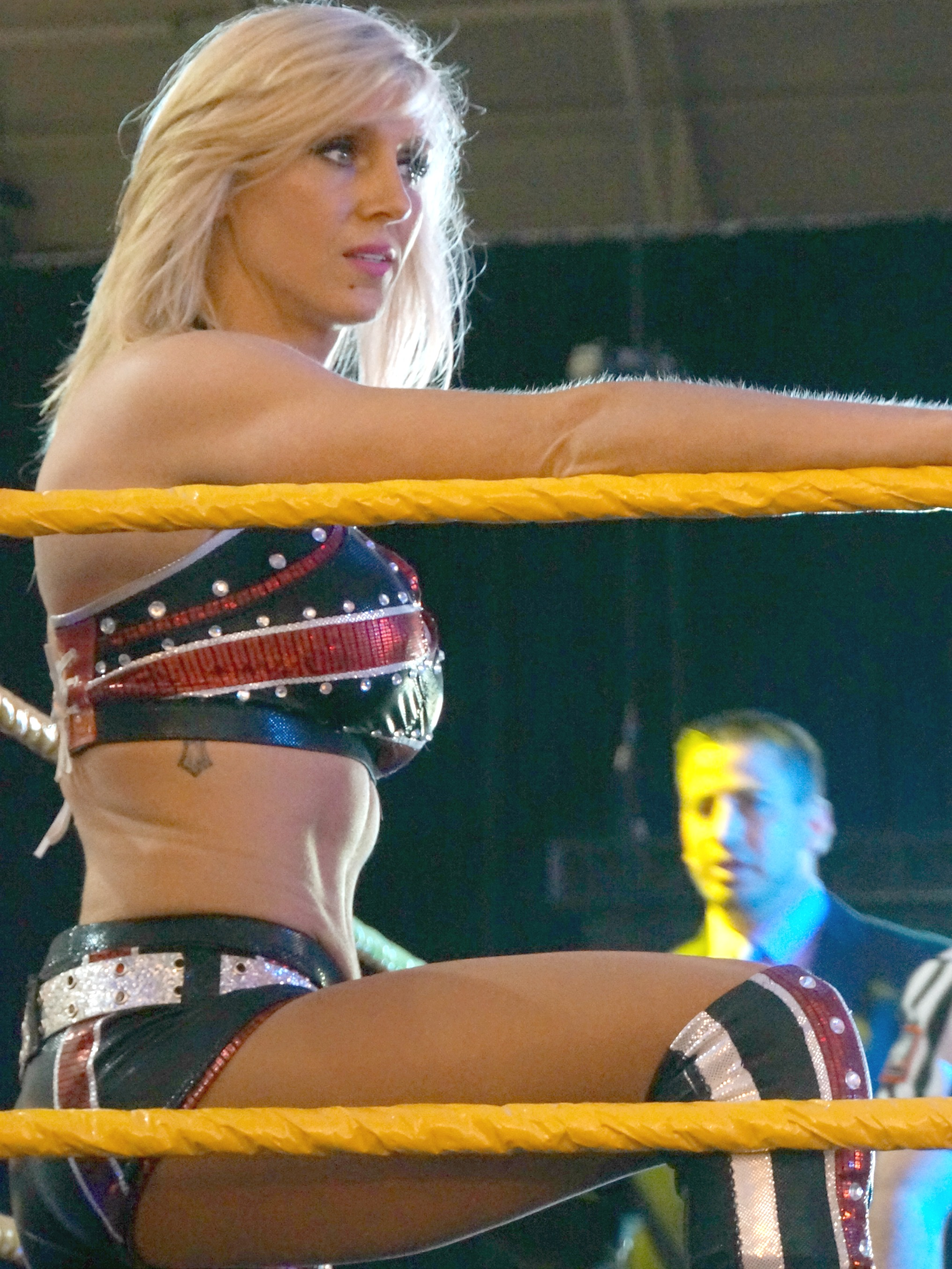
Flair en abril de 2014.

El 17 de mayo de 2012, Flair firmó un contrato de desarrollo con WWE y se formó con Lodi en Carolina del Norte antes de unirse a NXT, el territorio de desarrollo de la WWE, en Tampa, Florida. Sus entrenadores en NXT incluyeron a Sara Del Rey. Fliehr adoptó el nombre de Charlotte y tuvo su primera lucha televisada en el episodio del 17 de julio de 2013 de NXT, donde derrotó a Bayley. A fines de 2013, Charlotte formó un equipo con Bayley, y las dos derrotaron a Aksana & Alicia Fox en el episodio del 4 de septiembre de NXT. En el episodio del 10 de octubre de NXT, Bayley acompañó a Charlotte a una lucha contra Santana Garrett, la cual ganó, pero durante el combate The BFFs: Beautiful, Fierce Females (Sasha Banks & Summer Rae) llegaron al ring e intentaron convencer a Bayley para que se uniera a ellas, para gran molestia de Charlotte.
En el episodio del 13 de noviembre de NXT, Charlotte atacó a Bayley y se unió a The BFFs, estableciéndose como heel en el proceso. Después de una ausencia de dos meses debido a una lesión legítima, Charlotte regresó en el episodio del 8 de enero de 2014 de NXT y comenzó a acompañar a Rae y Banks a sus combates. En febrero, Charlotte confrontó y desafió a la Campeona Femenina de NXT, Paige, durante una entrevista con Renee Young. Luego de la elevación de Rae al elenco principal de WWE, Charlotte y Banks tuvieron un feudo con Bayley, quien formó una alianza con Natalya, quien derrotó a Charlotte por descalificación después de que Banks interfiriera en el episodio del 27 de marzo de NXT. El 6 de abril en WrestleMania XXX, Charlotte apareció junto a Sasha Banks y Alexa Bliss en la entrada de Triple H antes de su combate contra Daniel Bryan. La disputa entre Charlotte y Paige terminó en el episodio del 24 de abril de NXT, cuando Charlotte y Banks derrotaron a Emma y Paige, con Charlotte realizando la cuenta sobre Paige.
A principios de mayo, Charlotte compitió en un torneo de ocho mujeres por el vacante Campeonato Femenino de NXT, derrotando a Emma en la primera ronda, a Alexa Bliss en las semifinales y a Natalya en la final el 29 de mayo en NXT TakeOver, para ganar el Campeonato Femenino de NXT por primera vez en su carrera, su primera victoria titular en WWE. Después de una ausencia de cuatro meses en el programa, Summer Rae regresó en el episodio del 6 de junio de NXT, distrayendo a Bayley y permitiendo que Charlotte la derrotara, después de lo cual The BFFs intentaron atacar a Bayley, solo para ser sacadas del ring por Emma y una Paige que hacía su regreso. El altercado provocó un Six-Woman Tag Team Match en el episodio del 12 de junio de NXT, el cual The BFFs perdieron después de que Bayley cubrió a Charlotte. En el episodio del 3 de julio de NXT, Charlotte obtuvo una medida de retribución por Bayley en una lucha por equipos, donde ella y Sasha Banks derrotaron a Bayley & Becky Lynch. Después del combate, Charlotte dejó sola a Banks para ser atacada por Bayley, y Banks disolvió oficialmente a The BFF en un segmento tras bastidores esa noche.
En el episodio del 24 de julio de NXT, Charlotte defendió con éxito el Campeonato Femenino de NXT contra Summer Rae. Luego de eso, Charlotte retuvo el título contra Bayley el 11 de septiembre en NXT TakeOver: Fatal 4-Way, después de lo cual detuvo a Banks de atacar a Bayley, y después de derrotar a Bayley en una revancha en el episodio del 2 de octubre de NXT, Charlotte le levantó el brazo antes de que compartieran un abrazo y se dieran la mano, convirtiendo a Charlotte en face en el proceso. Después de eso, Charlotte y Bayley tuvieron un feudo con Banks y su compañera Becky Lynch durante las siguientes semanas. Charlotte hizo su primera aparición en el elenco principal de WWE en el episodio especial de los Slammy Awards de Raw el 8 de diciembre, donde perdió ante Natalya en una lucha no titular. Charlotte retuvo el Campeonato Femenino de NXT contra Banks el 11 de diciembre en NXT TakeOver: R Evolution, y en las revanchas que tuvieron lugar el 25 de diciembre y el 21 de enero de 2015 en NXT. El 11 de febrero en NXT TakeOver: Rival, Charlotte perdió el campeonato ante Banks en un Fatal 4-Way Match que también involucró a Bayley y Becky Lynch, lo que terminó su reinado a los 258 días. Charlotte no pudo recuperar el campeonato en una revancha titular contra Banks que tuvo lugar en el episodio del 4 de marzo de NXT.
El 20 de mayo en NXT TakeOver: Unstoppable, Charlotte se unió a Bayley para derrotar a Emma & Dana Brooke. Después de derrotar a Emma y Brooke nuevamente en el episodio del 8 de julio de NXT, esta vez formando equipo con su rival Sasha Banks, Charlotte desafió a Banks a una lucha por el Campeonato Femenino de NXT, lo cual Banks aceptó. Tuvieron su combate por el campeonato la semana siguiente en el episodio del 15 de julio de NXT, en el que Banks retuvo el campeonato, y luego las dos compartieron un abrazo y Banks levantó la mano de Charlotte como señal de respeto.

#### Debut en roster principal y Campeona de Divas (2015–2016)

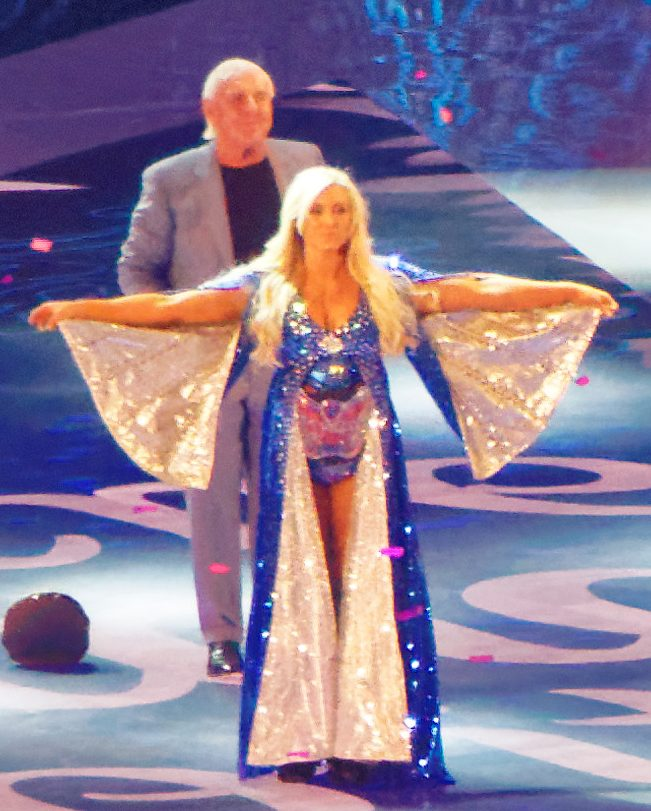
Flair siendo acompañada por su padre en WrestleMania 32.

En el episodio del 13 de julio de Raw, Stephanie McMahon pidió una "revolución" en la división de Divas, y posteriormente presentó a Charlotte, Becky Lynch y Sasha Banks como miembros del elenco principal. Charlotte y Lynch se aliaron con Paige, quien estaba en un feudo con Team Bella (Alicia Fox y The Bella Twins), mientras que Banks se alió con Tamina y Naomi, comenzando una rivalidad entre los tres equipos. El trío de Charlotte, Lynch y Paige fue apodado Team PCB después de las iniciales del primer nombre de cada luchadora. El 19 de julio en Battleground, Charlotte derrotó a Banks y a Brie Bella en un Triple Threat Match en su debut en la modalidad de pago por visión de WWE. Los tres equipos finalmente se enfrentarían a SummerSlam en un Triple Threat Elimination Match, el cual ganó el equipo de Charlotte después de que Lynch cubrió a Brie Bella.
En el episodio del 31 de agosto de Raw, Charlotte superó los récords de los miembros de Team PCB en el primer desafío Divas Beat the Clock, y fue nombrada la nueva contendiente número uno al Campeonato de Divas de Nikki Bella. Su lucha por el título contra Nikki Bella, anunciado inicialmente para Night of Champions, tuvo lugar en el episodio del 14 de septiembre de Raw, por lo que Charlotte tendría la oportunidad de evitar que Bella superara el récord de AJ Lee y se convirtiera en la Campeona de Divas con el reinado más largo. Charlotte ganó la lucha por descalificación después de que cubrió a Brie debido a que las gemelas cambiaron de lugar, lo que hizo que Nikki retuviera el título y batiera el récord en el proceso. El 20 de septiembre en Night of Champions, Charlotte derrotó a Nikki en una lucha de revancha para ganar el Campeonato de Divas por primera vez. Durante la celebración de Charlotte la noche siguiente en Raw, Paige cortó una promo y se volvió contra ella y Lynch, reprendiéndolas a ellas y a la división de Divas. A lo largo de octubre, Paige actuó como si quisiera reconciliarse con Lynch y Charlotte, solo para atacarlas a ambas y cimentar su salida del equipo, solo una noche después de que Charlotte retuviera con éxito el campeonato contra Nikki Bella en Hell in a Cell. A finales de 2015, Charlotte defendió con éxito el título contra Paige en tres ocasiones diferentes: el 22 de noviembre en Survivor Series, en una revancha la noche siguiente en Raw y el 13 de diciembre en TLC: Tables, Ladders & Chairs.
Paralelamente, en noviembre, Charlotte comenzó a mostrar rasgos de heel después de derrotar a su amiga Becky Lynch fingiendo una lesión en la pierna, seguida de una distracción proporcionada por su padre, Ric Flair. A lo largo de diciembre, la relación entre Charlotte y Lynch continuó mostrando tensiones.
Después de perder una lucha ante Lynch en el episodio del 4 de enero de 2016 de Raw, Charlotte atacó a Lynch y solidificó su cambio a heel en el proceso por primera vez desde 2014 en NXT. Charlotte retuvo exitosamente el Campeonato de Divas contra Lynch con la ayuda de su padre tres noches después en SmackDown, al igual que el 24 de enero en Royal Rumble. En febrero, después de que Charlotte perdiera ante Brie Bella en una lucha no titular, Bella recibió un combate por el título en Fastlane, donde Charlotte una vez más retuvo el campeonato. Unas semanas más tarde, el 12 de marzo en el evento premium en vivo Roadblock, Charlotte retuvo el título contra Natalya. También en marzo, Charlotte causó que una lucha para determinar a la contendiente número uno al Campeonato de Divas entre Lynch y Banks terminara sin resultado por haber atacado a ambas competidoras. Como resultado, se programó un Triple Threat Match entre Charlotte, Banks y Lynch por el Campeonato de Divas en WrestleMania 32. En el evento, un nuevo Campeonato Femenino de WWE reemplazó al Campeonato de Divas y Charlotte derrotó a Banks y Lynch para convertirse en la campeona inaugural.

#### Campeona Femenina de Raw (2016–2017)

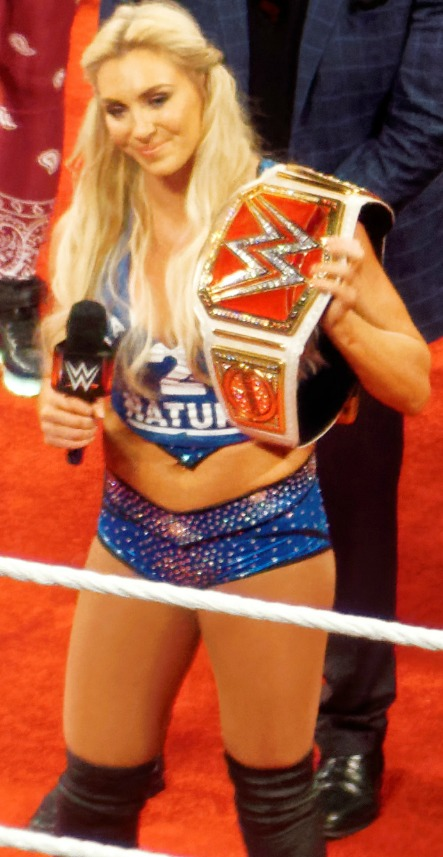
Flair como Campeona Femenina de WWE la noche después de WrestleMania 32 en Raw en abril de 2016.

Justo después de WrestleMania 32, Charlotte comenzó un feudo con Natalya, defendiendo con éxito el título contra ella en el episodio del 11 de abril de Raw. Debido a la finalización por medio de una descalificación, una revancha tuvo lugar el 1 de mayo en Payback, donde derrotó a Natalya después de que el árbitro Charles Robinson diera por terminada la lucha cuando Charlotte le aplicaba un sharpshooter a Natalya, aunque Natalya no se había rendido, haciendo referencia a la infame Traición de Montreal. Después del combate, tanto Natalya como Bret Hart, quien se encontraba en la esquina de Natalya, le aplicaron el Sharpshooter a Charlotte y Ric Flair, respectivamente. El 22 de mayo en Extreme Rules, Charlotte retuvo el título ante Natalya en un Submission Match luego de una distracción proporcionada por Dana Brooke, quien estaba vestida como Flair. La noche siguiente en Raw, Charlotte se volvió contra su padre al afirmar que ya no lo necesitaba, y se unió más tarde con Brooke, quien sería apodada su protegida. El 19 de junio en Money in the Bank, Charlotte & Brooke derrotaron a Natalya & Lynch en una lucha por equipos. En el episodio del 20 de junio de Raw, Charlotte retuvo el título ante Paige con la ayuda de Brooke, con las dos atacando a Paige después del combate, antes de que Banks hiciera su regreso para salvar a Paige. Esto condujo a una lucha por equipos la semana siguiente, donde Banks y Paige obtuvieron la victoria. El 24 de julio en Battleground, Charlotte y Brooke fueron derrotadas por Banks & Bayley, quien hacía su debut en el elenco principal.
Después de haber sido reclutada por la marca Raw como parte del Draft y la nueva separación de marcas el 19 de julio, Charlotte hizo su primera aparición como parte del elenco de la marca en el episodio del 25 de julio de Raw, donde perdió el Campeonato Femenino de WWE ante Sasha Banks, terminando su reinado a los 113 días. El 21 de agosto en SummerSlam, Charlotte compitió contra Banks en una revancha titular, en la que Flair salió victoriosa, convirtiéndose así en dos veces campeona. El 25 de septiembre en Clash of Champions, Charlotte retuvo el título (el cual pasó a llamarse Campeonato Femenino de Raw después de la creación del Campeonato Femenino de SmackDown) en un Triple Threat Match contra Banks y Bayley. Sin embargo, Charlotte perdió el título ante Banks una vez más en el evento principal del episodio del 3 de octubre de Raw. Alrededor de este tiempo, su nombre fue ampliado a Charlotte Flair.
El 30 de octubre en Hell in a Cell, Flair recuperó el título después de derrotar a Banks en el primer Hell in a Cell match entre mujeres para convertirse en tres veces campeona femenina. Esta fue también la primera vez que un combate femenino fue el evento principal en un evento premium en vivo de WWE. La noche siguiente en Raw, Flair fue revelada como la capitana del Team Raw para el 20 de noviembre en Survivor Series, donde el Team Raw derrotó al Team SmackDown en un Traditional 5-on-5 Survivor Series Women's Match, con Flair y Bayley siendo las sobrevivientes del Team Raw. En el episodio del 28 de noviembre de Raw, Flair compitió contra Banks en un Falls Count Anywhere Match por el Campeonato Femenino de Raw, donde Banks derrotó a Flair para ganar el título, después de lo cual Ric Flair salió y celebró con Banks. Un 30-minutes Iron Woman Match entre las dos mujeres fue programado para el 18 de diciembre en Roadblock: End of the Line, el cual terminó en empate con un marcador de 2-2, pero Flair venció a Banks durante el tiempo extra de muerte súbita, convirtiéndose en un récord de cuatro veces Campeona Femenina de Raw, además de terminar su feudo de seis meses, ya que se estipuló que Banks no podría invocar su cláusula de revancha después de eso.
Poco después, Flair comenzó un feudo con Bayley, quien logró derrotarla en dos luchas no titulares desde su debut en el elenco principal en agosto. Esto condujo a una lucha por el título entre las dos que se llevó a cabo el 29 de enero de 2017 en Royal Rumble, donde Flair retuvo exitosamente el título ante Bayley. En el episodio del 13 de febrero de Raw, Flair perdió el título ante Bayley en el evento principal. Más tarde, el 5 de marzo en Fastlane, Flair no pudo recuperar el título en una revancha titular contra Bayley, lo que marcó su primera derrota individual en eventos de pago por visión después de 16 victorias individuales. El 2 de abril en WrestleMania 33, Flair compitió en un Fatal 4-Way Elimination Match contra Bayley, Banks y Nia Jax, siendo la última mujer eliminada por la eventual ganadora Bayley.

#### Campeona Femenina de SmackDown (2017–2019)

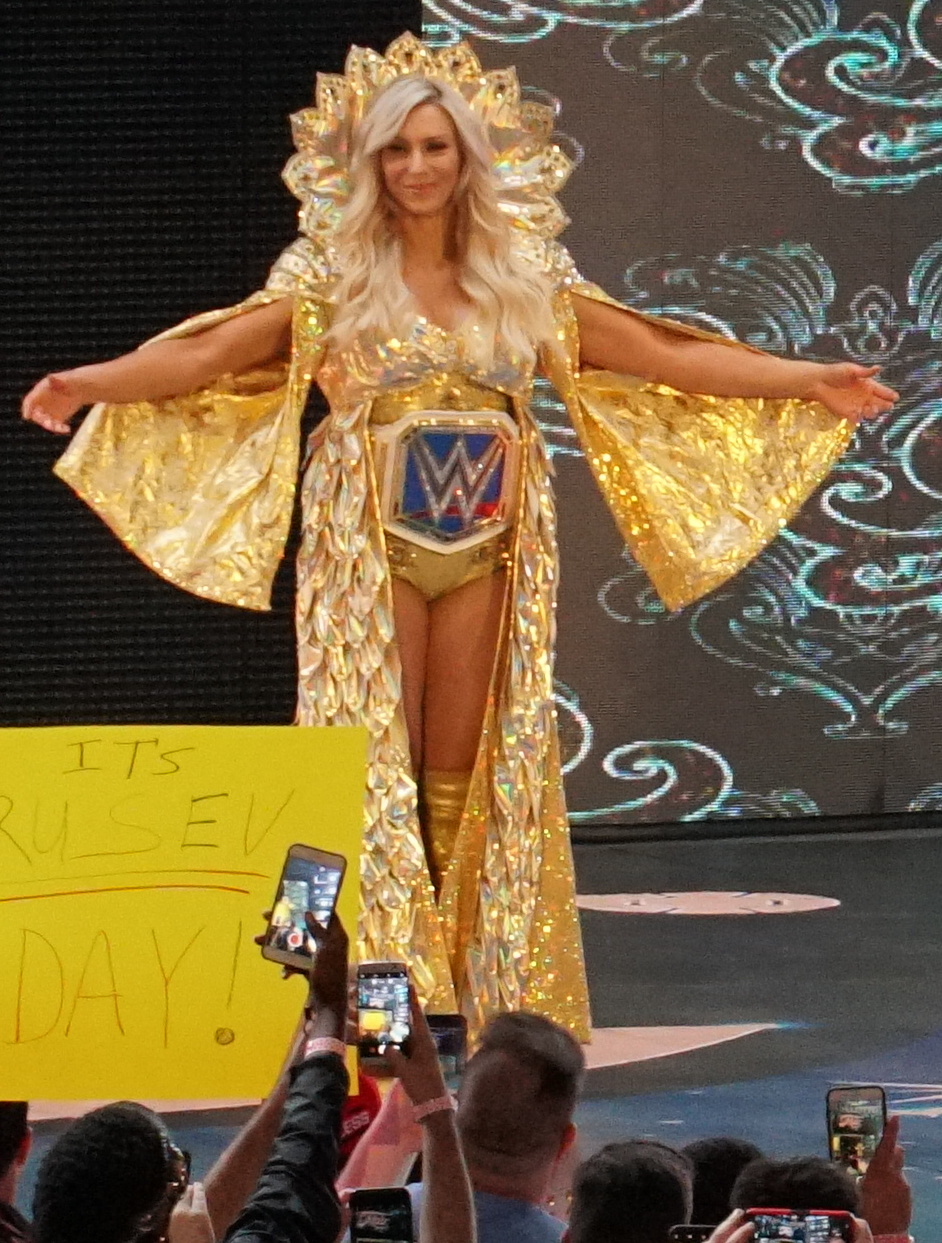
Flair como Campeona Femenina de SmackDown.

El 11 de abril, Flair fue traspasada a SmackDown debido al Superstar Shake-up. La semana siguiente en SmackDown, Flair derrotó a la Campeona Femenina de SmackDown, Naomi, en una lucha no titular, para ganar una oportunidad por el título, pero la lucha titular terminó sin resultado después de que The Welcoming Committee (Natalya, Carmella y Tamina) interfirieran. Esta lucha convirtió a Flair en la primera mujer en la historia de WWE en competir en eventos principales de Raw, SmackDown y un evento premium en vivo de WWE. En mayo, Flair se alió con Becky Lynch y Naomi durante un feudo con The Welcoming Committee, cambiando a face en el proceso. Los dos equipos se enfrentaron en un Six-Woman Tag Team Match en Backlash, donde The Welcoming Committee venció después de que Lynch se rindiera ante un Sharpshooter de Natalya. Poco después, Flair compitió en el primer Women's Money in the Bank Ladder match en Money in the Bank, el cual ganó Carmella. El 23 de julio en Battleground, Flair compitió en un Fatal 5-Way Elimination Match para determinar a la contendiente número uno al Campeonato Femenino de SmackDown, pero fue la última mujer eliminada por la eventual ganadora Natalya.
Después de una ausencia de casi dos meses debido a la condición de salud legítima de su padre, Flair hizo su regreso en el episodio del 19 de septiembre de SmackDown, agradeciendo al Universo de la WWE por el apoyo hacia su familia. Más tarde esa noche, en el evento principal, Flair ganó un Fatal 4-Way Match para convertirse en la contendiente número uno al Campeonato Femenino de SmackDown. El 8 de octubre en Hell in a Cell, Natalya retuvo el título ante Flair mientras la atacaba con una silla de acero, lo que causó una victoria por descalificación para Flair. Sin embargo, Flair recibió su revancha y derrotó a Natalya para ganar el campeonato en su ciudad natal en el episodio del 14 de noviembre de SmackDown, convirtiéndose en la primera y única luchadora en ganar el Campeonato de Divas y el Campeonato Femenino de NXT, de Raw y de SmackDown. Con la victoria, Flair reemplazó a Natalya en un Interbrand Champion vs. Champion Match contra la Campeona Femenina de Raw, Alexa Bliss, el 19 de noviembre en Survivor Series, la cual ganó.
A inicios del 2018, Ruby Riott desafió a Flair a una lucha por el título el 11 de marzo en Fastlane, donde Flair una vez más retuvo el Campeonato Femenino de SmackDown. Después del combate, Asuka, la ganadora inaugural del Women's Royal Rumble Match, apareció para confrontarla y la desafió a una lucha por el título en WrestleMania 34, la cual Flair ganó después de forzar a Asuka a rendirse, terminando su racha invicta de 914 días en el proceso. Dos noches después, en el episodio del 10 de abril de SmackDown, The IIconics (Peyton Royce y Billie Kay) atacaron a Flair mientras estaba realizando una promo y Carmella utilizó su contrato de Money in the Bank para vencer a Flair y ganar el campeonato, finalizando su reinado a los 147 días. Flair recibió su revancha titular contra Carmella el mes siguiente, el 6 de mayo en Backlash, pero no logró recuperar el título. En junio, Flair compitió en su segundo Women's Money in the Bank Ladder Match en Money in the Bank, el cual finalmente ganó Alexa Bliss. Después del evento, Flair se tomó un tiempo alejada de los cuadriláteros después de someterse a una cirugía de implante mamario roto.
Después de una breve pausa debido a la cirugía, Flair hizo su regreso en el episodio del 31 de julio de SmackDown, salvando a su amiga Becky Lynch de un ataque de Carmella, y luego la derrotó para ser añadida al combate por el Campeonato Femenino de SmackDown en SummerSlam, por lo que el combate se convirtió en un Triple Threat Match. En el evento, Flair derrotó a Becky Lynch y Carmella después de cubrir a Lynch para ganar el Campeonato Femenino de SmackDown por segunda vez en su carrera. Con la victoria, Flair se convirtió en la segunda mujer en la historia de WWE en tener siete campeonatos femeninos, junto con la miembro del Salón de la Fama de la WWE, Trish Stratus. Después del combate, Lynch atacaría a Flair, provocando un feudo entre las dos, el cual las llevaría a una lucha titular el 16 de septiembre en Hell in a Cell, donde Flair perdió el título ante Lynch, terminando su reinado a los 28 días. Flair derrotó a Lynch por descalificación en el evento Super Show-Down, y luchó contra ella en una revancha dos noches después, en el episodio del 9 de octubre de SmackDown, la cual terminó en doble cuenta fuera después de que Flair impactó a Lynch contra el tablero de led. Como resultado, Flair recibió otra oportunidad titular contra Lynch en el primer Last Woman Standing Match en Evolution, en el que Lynch derrotó a Flair.
En noviembre, Flair fue elegida por Becky Lynch como su reemplazo en una lucha contra la Campeona Femenina de Raw Ronda Rousey en Survivor Series, donde perdió por descalificación después de atacar brutalmente a Rousey con un palo de kendo y una silla de acero. El mes siguiente, el 16 de diciembre en TLC: Tables, Ladders & Chairs, Flair compitió en el primer Tables, Ladders and Chairs Match entre mujeres contra Lynch y Asuka, donde Asuka ganó el Campeonato Femenino de SmackDown después de que Rousey interfiriera y empujara a Flair y Lynch de una escalera.
El 27 de enero de 2019 en Royal Rumble, Flair compitió en su primer Women's Royal Rumble Match, donde duró 50:01 y eliminó a cinco mujeres, empatando el récord de eliminaciones establecido por Michelle McCool en 2018, antes de ser la última mujer eliminada por Lynch, quien finalmente ganó el combate. En febrero, Vince McMahon reemplazó a Lynch con Flair en el combate titular de Lynch contra Ronda Rousey por el Campeonato Femenino de Raw en WrestleMania 35 después de que suspendió a Lynch durante 60 días (kayfabe), cambiando Flair a heel en el proceso. En marzo, Lynch fue reincorporada y derrotó a Flair en Fastlane por descalificación, luego de que Rousey atacara a propósito a Lynch para darle la victoria. Apenas unas semanas antes de WrestleMania 35, en el episodio del 26 de marzo de SmackDown, Flair derrotó a Asuka para ganar el Campeonato Femenino de SmackDown por tercera vez en su carrera, convirtiéndose en la única mujer en la historia de WWE en ganar ocho campeonatos femeninos. En el evento, en lo que fue el primer evento principal entre mujeres en un evento de WrestleMania, Flair perdió su campeonato en un Winner Takes All por su Campeonato Femenino de SmackDown y el Campeonato Femenino de Raw de Rousey cuando Lynch cubrió a Rousey para ganar ambos títulos.
El 23 de abril en SmackDown, Charlotte insistió en que no había sido derrotada en WrestleMania 35 y exigió una oportunidad por el Campeonato Femenino de SmackDown. Luego de eso, Flair derrotó a su antigua rival Bayley para ganar una lucha titular contra Becky Lynch, quien aceptó el desafío para Money in the Bank. En el evento, Flair ganó el campeonato por cuarta vez gracias a una interferencia de Lacey Evans. Después del combate, Bayley, quien había ganado el maletín de Money in the Bank, cobró dicho contrato contra Flair y la derrotó para terminar su reinado en solo 4 minutos y 52 segundos. El 4 de junio en SmackDown, Flair compitió contra Alexa Bliss y Carmella para determinar a la oponente de Bayley por el Campeonato Femenino de SmackDown en Stomping Grounds, pero fue derrotada por Bliss.

#### Varios reinados (2019–2020)
Después de una breve ausencia, Charlotte regresó en el episodio del 16 de julio de SmackDown, derrotando a Liv Morgan. En el episodio del 23 de julio de SmackDown, Charlotte expresó su disgusto por no haber sido programada para luchar en SummerSlam, pero dijo que estaría allí para demostrar que era "la superestrella femenina más grande de todos los tiempos". La semana siguiente, Trish Stratus apareció como invitada en el segmento "Kings Court" de Jerry Lawler. Sin embargo, fueron interrumpidos por Flair, quien desafió a la siete veces campeona femenina a una lucha en SummerSlam. Después de los comentarios despectivos de Flair, Stratus aceptó el desafío. En el evento, Flair derrotó a Stratus. Con su histórica victoria, Flair sintió que merecía una oportunidad por el Campeonato Femenino de SmackDown en Clash of Champions y desafió a la campeona reinante Bayley, quien aceptó el desafío, reanudando su feudo. Durante este tiempo, se convirtió silenciosamente en face una vez más, esta vez debido a la reunión de Bayley con Sasha Banks, lo que hizo que Bayley cambió a heel. En el evento, Flair fue derrotada por Bayley. Después de hacer rendir a Bayley durante una lucha por equipos, Flair ganó una revancha titular en Hell in a Cell, donde logró derrotar a Bayley en la revancha para ganar su quinto Campeonato Femenino de SmackDown. Sin embargo, el 11 de octubre en SmackDown, Flair perdió nuevamente el título ante Bayley.
En el episodio del 14 de octubre de Raw, debido al Draft, Flair fue traspasada a dicha marca. El 11 de noviembre en Raw, Flair perdió con Lynch ante The Kabuki Warriors en una lucha por los Campeonatos Femeninos en Parejas de la WWE después de una intervención de Shayna Baszler. En el episodio del 18 de noviembre de Raw, Flair fue anunciada como la capitana del Team Raw, el cual se enfrentaría al Team SmackDown y al Team NXT en un Traditional Survivor Series Elimination Women's Match en Survivor Series. En el evento, Flair fue eliminada por Lacey Evans luego de una traición de su compañera Asuka. Finalmente, el Team Raw perdió el combate. La noche siguiente en Raw, Flair perdió ante Asuka después de ser rociada con un Green Mist. Después de ser derrotada por Asuka y Kairi Sane durante las siguientes semanas, Flair se asoció una vez más con Becky Lynch para enfrentarse ante The Kabuki Warriors por los Campeonatos Femeninos en Parejas de la WWE en un Tables, Ladders & Chairs Match en TLC. En el evento principal de la noche, Flair y Lynch fueron derrotadas luego de que Asuka descolgara los campeonatos, por lo que no consiguieron ganar los títulos.
Empezando el 2020, anunció que participaría en el evento para demostrarle al mundo sus intenciones de convertirse en la ganadora de la batalla real femenina y retar a cualquier campeona por su título. En el evento, participó como la #17 y ganó tras eliminar a Shayna Baszler. En el episodio del 27 de enero, terminó su rivalidad con Asuka luego de derrotarla por descalificación debido a una intervención de Kairi Sane. En febrero, Charlotte lanzó un reto para cualquier campeona de enfrentarse contra ella en WrestleMania 36, siendo respondido dicho reto por Rhea Ripley, la Campeona Femenina de NXT, pero Flair no aceptó a enfrentarse contra ella a menos que retuviera el título en NXT Takeover: Portland ante su oponente Bianca Belair, dejando la decisión de la lucha en cuestión. Flair hizo una aparición en NXT donde insultó a Ripley y a Belair, lo que provocó que ellas en respuesta la atacaran. Después de que Ripley retuviera el título ante Belair, Flair atacó a ambas mujeres y aceptando el reto de enfrentarse contra la campeona, cambiando a heel en el proceso. El 5 de abril en la noche 2 de WrestleMania (transmitido el 25 de marzo), Flair ganó el título por segunda vez, con lo cual tiene la marca de tres campeonatos mundiales conseguidos en las 3 marcas y por ende el #12 en su carrera, lo cual le convierte en la luchadora más ganadora de la historia de WWE. Como resultado de su victoria, empezó a aparecer en Raw, SmackDown y NXT con una racha positiva.
En su segunda etapa por NXT, empezaría una corta rivalidad con Io Shirai, quien se convirtió en la contendiente #1 al título, lo cual hizo que se pactara un combate titular para el 6 de mayo, donde Flair fue descalificada debido a la interferencia de Ripley. Dos semanas antes, Flair fue derrotada por la Campeona Femenina de SmackDown Bayley en un combate no titular en el episodio del 22 de mayo en SmackDown y por Nia Jax en un Triple Threat match que involucró a Natalya para determinar a la retadora #1 del Campeonato Femenino de Raw de Asuka en Backlash en el episodio del 25 de mayo en Raw. En NXT Takeover: In Your House, Flair perdió el campeonato en un Triple Threat match a manos de Shirai después de que esta hiciera el conteo sobre Ripley, terminando con su segundo reinado de 63 días.
En el episodio del 1 de junio, Flair regresó a Raw e hizo equipo con Asuka, la entonces campeona femenina de Raw para enfrentarse en un combate por equipos ante The IIconics y The Boss 'n' Hug Connection, donde salieron victoriosas. Debido a esto, la desafío a un combate por su campeonato, que Asuka aceptó. A pesar de que la derrotó en 2 luchas no titulares debido a la interferencia de Jax (quien tenía un feudo con Asuka) en las dos semanas siguientes, Flair no logró ganar el campeonato debido a que se rindió ante el Asuka Lock (siendo la primera vez que Flair se rinde ante Asuka). Durante el combate, sufrió una lesión en su brazo izquierdo y durante una entrevista, Nia Jax la atacó tras bastidores (en respuesta porque Flair le quitó la oportunidad de enfrentarse a la campeona y en una pelea que quedaron involucradas) lo que la dejó fuera de acción durante un tiempo indefinido (kayfabe). Durante su tiempo de inactividad, Flair permaneció en Raw al ser escogida como la quinta selección en la ronda #3 como parte del Draft.

#### Grand Slam Champion (2020–presente)
Después de estar inactiva durante siete meses, Flair hizo su regreso en TLC: Tables, Ladders and Chairs revelándose como la compañera misteriosa (reemplazando a una lesionada Lana) de Asuka derrotando a Nia Jax & Shayna Baszler ganando los Campeonatos Femeninos en Parejas de WWE, cambiando a face. Esto marcó el primer campeonato en parejas femeninos de Flair, quien a su vez se convirtió en la cuarta Grand Slam Champion al ganar los títulos de las marcas Raw, SmackDown y NXT. En el episodio del 21 de diciembre junto a Asuka se enfrentaron a Lacey Evans y Peyton Royce en un Tag Team Match, saliendo victoriosas. Cuatro noches después en SmackDown, Flair y Asuka retuvieron con éxito el Campeonato Femenino en Parejas ante el equipo de Bianca Belair y Sasha Banks y el equipo de Bayley y Carmella en un Triple Threat Tag Team Elimination Match. En el episodio del 28 de diciembre, Flair derrotó a Nia Jax por descalificación debido a una interferencia de Shayna Baszler.
En el episodio del 4 de enero de 2021 en Raw Legend's Night, Flair anunció su participación en el Women's Royal Rumble Match en Royal Rumble. Esa misma noche junto a Asuka fueron derrotadas por Evans y Royce en un combate de revancha luego de que Ric Flair, quien estaba en ringside y que estaba coqueteando con Evans, le costará accidentalmente la victoria permitiendo que Evans la cubriera. Después del combate, Flair le recriminó a su padre por su interferencia y le ordenó que no se metiera en sus asuntos, lo cual provocaría un distanciamiento entre ellos. En el episodio del 11 de enero, Flair se enfrentó contra Evans, pero fue derrotada luego de que Ric Flair ayudará a Evans a ganar el combate, comenzando un corto feudo con ella. En el episodio del 18 de enero, Flair derrotó a Peyton Royce por sumisión, a pesar de la intervención de Ric Flair y Evans. Cuatro días después en SmackDown, Flair y Asuka se enfrentaron contra The Riott Squad (Ruby Riott & Liv Morgan) en una lucha no titular. En el episodio del 25 de enero, Flair derrotó a Shayna Baszler por descalificación, debido a una interferencia de Nia Jax y luego de que fuera atacada por esta última, Dana Brooke y Mandy Rose aparecieron para salvarla y convertir la lucha a un Six-Woman Tag Team Match tras vencer a Baszler, Jax y Evans por cuenta fuera, pero Adam Pearce ordenó que se reiniciara el combate, en el cual fueron derrotadas luego de que Jax cubriera a Brooke. Tres días después se confirmó que Flair y Asuka defendieran sus Women's Tag Team Championship ante Baszler y Jax en el pre-show de Royal Rumble. En el evento, Flair y Asuka perdieron sus campeonatos debido a una interferencia de Evans, terminando su reinado a los 42 días. Más tarde esa noche, participó en el Women's Royal Rumble Match con la posición #15 eliminando a Peyton Royce antes de que fuera eliminada por la alianza compuesta de Rhea Ripley y Bianca Belair.
Después de que Flair y Asuka no pudieron ganar una oportunidad titular por los Women's Tag Team Championship en un Triple Threat Tag Team Match que involucró al equipo de Lana y Naomi (quienes ganaron el combate) y al equipo de Mandy Rose y Dana Brooke debido a la interferencia de Evans, Flair la retó a un combate para la semana siguiente que se llevó a cabo en el episodio del 8 de febrero, donde perdió por descalificación después de que no parara de atacar a Evans, En el episodio del 15 de febrero, Flair y Asuka se enfrentaron ante Evans y Royce en un Tag Team Match que terminó sin resultado luego de que Evans anunciara su embarazo legítimo en la vida real, lo cual canceló la storyline y el feudo que estaba siendo pactado entre ambas. Después de que Flair y Asuka perdieran una lucha no titular ante Nia Jax y Shayna Baszler por los Women's Tag Team Championship en el episodio del 22 de febrero por una mala comunicación entre ellas, Flair se reconcilió con su padre tras bastidores. Durante la lucha, Asuka sufrió una conmoción cerebral y una lesión legitima, disolviendo el equipo.
En el episodio del 1 de marzo, Flair retó a Asuka a una lucha por el Raw Women's Championship en WrestleMania 37. Esa misma noche, derrotó a Shayna Baszler en una lucha individual. En el episodio del 8 de marzo, Flair estuvo en un segmento tras bastidores con Mandy Rose y Dana Brooke, quienes también querían una oportunidad al campeonato. Sin embargo,  Flair fue sacada de televisión luego de que se ausentara por motivos personales durante las siguientes semanas que se dieron a conocer en el día 22 de marzo cuando dio positivo por COVID-19, por lo que estaría en riesgo su participación en WrestleMania 37 y cancelar la lucha del campeonato contra Asuka.
En el episodio del 12 de abril, Flair hizo su regreso donde comenzó a justificar que al perderse WrestleMania 37 por su ausencia, declaró que durante ese tiempo ya no tenía compasión y resentimiento por la división femenina, criticando e insultando a las campeonas de Raw y SmackDown porque no son competencia para ella y concluyendo que no será la mujer que recibe oportunidades titulares, sino ser la que siempre se los merece, cambiando a heel en el proceso desde diciembre de 2020. Esa misma noche, Flair atacó a Asuka y a la campeona Rhea Ripley durante un combate por el Raw Women's Championship, ocasionando que Ripley retuviera el campeonato por descalificación. Esto provocó una lucha contra Asuka en el episodio del 19 de abril, donde Flair fue derrotada en su lucha de regreso luego de que Asuka recibiera ayuda por parte de Ripley (quien tomó represalias contra Flair por el ataque de la semana pasada). Al finalizar el combate, Flair enloqueció y atacó al árbitro, lo que dio como resultado que por órdenes de Adam Pearce fuera suspendida indefinidamente y multada con una fianza de 100,000 dólares por conducta no profesional y abuso físico de un oficial de la WWE (kayfabe). Esto fue utilizado para que Flair se sometiera a una pequeña cirugía para reparar su puente dental, lo cual la dejaría inactiva durante un tiempo y fecha no específicos. Sin embargo, Flair fue reincorporada nuevamente en el episodio del 26 de abril por órdenes de la asistente de Pearce, Sonya Deville, quien levantó su suspensión y la obligó a que se disculpara con el árbitro por sus acciones, aclarando que Flair había pagado su fianza y que no volvería a cometer una imprudencia. Más tarde esa noche, derrotó a Mandy Rose en una lucha individual. 
En el episodio del 3 de mayo, Flair derrotó a Dana Brooke por sumisión. Como resultado, Deville le garantizó ser añadida al combate de Rhea Ripley y Asuka por el Raw Women's Championship en Backlash, pasando el combate al ser un Triple Threat Match. En el episodio del 10 de mayo, Flair se asoció con Nia Jax y Shayna Baszler para enfrentarse ante Asuka, Mandy Rose y Dana Brooke en un Six Woman Tag Team Match, pero fueron derrotadas luego de que Asuka cubriera a Baszler. Esa misma noche, estuvo en ringside durante el combate entre Asuka y Ripley, quien salió victoriosa. Sin embargo, en el evento, Flair fue derrotada cuando Ripley retuvo el campeonato tras cubrir a Asuka. La noche siguiente en el episodio del 17 de mayo, Flair intentó negociar una oportunidad titular con Ripley (ya que ella no la cubrió por pinfall), quien aceptó su reto. Debido a esto, Flair tuvo que enfrentarse contra Asuka esa misma noche, pero perdió el combate por la interferencia de Ripley. Sin embargo, en el episodio del 24 de mayo, Flair derrotó a Asuka para convertirse en la contendiente al Campeonato Femenino de Raw de Ripley en Hell In A Cell, que se hizo oficial. En el episodio del 31 de mayo, Flair fue invitada al MizTv para hablar sobre su lucha con Ripley, pero fue interrumpida por Nikki Cross (quien había derrotado a Ripley en dos minutos dentro de un Beat The Clock Challenge Match en el episodio del 24 de mayo), quien la retó a un combate individual esa misma noche, que Flair aceptó, pero fue derrotada por Cross (similar a como derrotó a Ripley en el mismo conteo regresivo).
En el episodio del 7 de junio, Flair exigió una revancha contra Cross, pero la lucha fue cambiada a un combate por equipos esa misma noche, por lo que se asoció con Ripley para enfrentarse ante Asuka y Nikki Cross en un Tag Team Match. Sin embargo, Flair y Ripley no cooperaron como equipo y terminaron perdiendo la lucha tras un altercado entre ambas, lo que reanudo su feudo con ella en el proceso y poniéndole fin a su rivalidad con Asuka. En el episodio del 14 de junio, Flair se enfrentó nuevamente ante Cross en un combate de revancha, pero fue derrotada nuevamente por conteo de diez fuera, lo que provocó que atacara a Cross antes de que Ripley le atacase. Debido a esto, Flair tomó represalias contra Ripley atacándola después de que esta ganara un combate, por lo que tuvieron que ser separadas por árbitros y el grupo de seguridad. Seis noches después en Hell In A Cell, Flair se enfrentó contra Ripley por el campeonato, pero ganó el combate por descalificación luego de que la campeona la atacara con el respaldo de la mesa de comentaristas, lo que le impidió ganar el título. Sin embargo, en el episodio del 21 de junio, Flair recibió otra oportunidad por el campeonato de Ripley por órdenes de Sonya Deville para Money In The Bank. En el episodio del 28 de junio, Flair se asocio con Natalya y Tamina para enfrentarse ante el equipo de Rhea Ripley, Mandy Rose y Dana Brooke en un Six-Woman Tag Team Match, donde salieron victoriosas luego de que Flair cubriera a Rose, pero Ripley le atacó a traición en la pierna derecha después del combate, lo que intensificó más la tensión entre ellas. 
En el episodio del 5 de julio, Flair hablo sobre su estado de su pierna por el ataque que le hizo Ripley hace una semana, pero fue interrumpida por Ripley, quien también estaba lesionada y luego se atacaron con muletas pero se descubrió que ambas fingieron su lesión para así atacarse mutuamente, aunque Flair se retiró antes de que Ripley tomara la delantera. En el episodio del 12 de julio, Flair atacó a Ripley después de que ella derrotara a Natalya, sometiéndola con la Figure Eight Leg-Lock. Cinco noches después en Money In The Bank, Flair derrotó a Ripley por rendición, tras lastimar seriamente la pierna derecha con la escalera metálica y obteniendo por quinta vez el Raw Women's Championship. Esta victoria la convirtió, después de Sasha Banks en ser la segunda mujer en obtener cinco reinados como campeona de Raw y en su décimo-cuarto campeonato femenino. La noche siguiente en el episodio del 19 de julio, Flair habló sobre su victoria sobre Ripley, aclarando que ella es una oportunista y que la volvería a enfrentar en cualquier momento, pero Ripley apareció e invocó su cláusula de revancha, por lo que Pearce y Deville hicieron que Flair volviera a poner en juego el campeonato. En el evento principal de la noche, Flair perdió por descalificación luego de atacar la pierna lesionada de Ripley, pero retuvo el título. En represalia, Ripley la atacó después del combate y la dejó expuesta ante Nikki A.S.H (quien ganó el maletín de Women's Money In The Bank Ladder Match la noche anterior en Money In The Bank), quien canjeó el maletín y ganó el campeonato, terminando el reinado de Flair en tan solo un día (24 horas). En el episodio del 26 de julio, Flair recibió otra oportunidad por el campeonato que también involucraría a Ripley en SummerSlam, haciendo que dicho combate entre ellas fuera un Triple Threat Match. Esa misma noche, Flair se enfrentó contra Nikki A.S.H (quien antes era conocida como Nikki Cross y la retó a principios de la noche) en una lucha individual, donde saldría victoriosa. Sin embargo, A.S.H solicitó una lucha de revancha, a lo que Flair aceptó pero atacándola después de aceptar el reto. Días después, su padre Ric Flair, solicitó la liberación de su contrato de leyenda de la compañía porque según él, su personaje no estaba siendo utilizado y siendo desperdiciado en algunas storylines sin sentido, lo que provocó que Flair compitiera ella sola por su cuenta. 
En el episodio del 2 de agosto, Flair fue atacada por A.S.H. con una silla (en respuesta por el ataque que sufrió la semana pasada), por lo que se pactó un No Holds Barred Match en el evento estelar de esa misma noche. Sin embargo, Flair saldría derrotada luego de que A.S.H. la cubriera. En el episodio del 9 de agosto, Flair atacó a Ripley y A.S.H. durante un combate que terminó sin resultado. Tras bastidores, Flair explicó sus acciones aclarando que ya no detesta sufrir más derrotas y para eso no quería llegar sin lesiones por ser la luchadora más condecorada, teniendo un paralelo feudo con Nikki A.S.H. En el episodio del 16 de agosto, Flair se asocio con Nia Jax para enfrentarse ante A.S.H y Ripley en un Tag Team Match, donde salieron victoriosas. Cinco noches después en SummerSlam,, Flair derrotó a Ripley y A.S.H en un Triple Threat Match, donde salió victoriosa tras hacer rendir a A.S.H. con la Figure Eight Leg-Lock. Con esta victoria, Flair estableció un nuevo récord: había ganado el Raw Women's Championship por sexta vez y obteniendo su décimo-quinto campeonato femenino, además de que tanto su feudo con Nikki A.S.H. y Rhea Ripley terminó silenciosamente. En el episodio del 23 de agosto, Flair celebró su victoria, declarando que no había cualquier mujer para retarla por su campeonato, pero fue interrumpida por Alexa Bliss y su muñeca, Lily. En el episodio del 30 de agosto, Flair se enfrentó ante Nia Jax en una lucha individual, (esto llamó la atención del público cuando ambas comenzaron a darse golpes "reales", porque en realidad hubo un shoot debido a la falta de comunicación entre ambas y tuvieron que improvisar algunos movimientos para acordarse de sus líneas) donde perdió limpiamente ante ella. Como resultado, Jax se ganó una oportunidad por su campeonato.
En el episodio del 6 de septiembre, Flair retuvo el campeonato con éxito ante Jax debido a las distracciones de Shayna Baszler. Sin embargo, Flair fue interrumpida por Bliss, quien quería un combate por su título. Flair sin pensarlo dos veces, aceptó el reto y la lucha entre ambas se hizo oficial, pactándose una lucha por el campeonato en Extreme Rules. En el episodio del 13 de septiembre, Flair retuvo el título ante Baszler debido a las distracciones de Jax. Después del combate, Flair fue confrontada nuevamente por Bliss, quien le regaló una muñeca con su apariencia llamada "Charly". Sin embargo, Flair no aceptó el regalo y atacó a Bliss, solo para que esta la atacara y levantara su campeonato en señal de advertencia , empezando un nuevo feudo entre ellas. En el episodio del 20 de septiembre, Flair fue invitada al Alexa's Playground de Bliss, quien declaró que la campeona no tenía material para enfrentarla, pero esta se defendió diciendo que quería a la antigua Alexa (aquella que fue tres veces campeona), pero Bliss no le respondió. En un acto de cobardía, Flair destrozó la muñeca (Bliss la había recuperado luego de encontrarla en un bote de basura) e intentó hacer lo mismo con Lily, pero Bliss la atacó para dejarla fuera de combate, aumentando la rivalidad entre ambas. Sin embargo, cuatro noches después en Extreme Rules, Flair retuvo exitosamente el campeonato ante Bliss luego de cubrirla y destrozando la muñeca de Bliss después de la lucha. En el episodio del 27 de septiembre, Flair lanzó un reto abierto por su campeonato, el cual fue respondido por Doudrop, contra quien defendió el título limpiamente debido a las distracciones de Eva Marie, a quien atacó después de la lucha. Tres días después, su feudo con Bliss terminó luego de que se anunció que ella estaría inactiva durante un tiempo de recuperación no especificado debido a una cirugía. 
En el Draft que se llevó a cabo el 1 de octubre en SmackDown, Flair fue escogida como la tercera selección de la Ronda #1 para la marca azul, trayendo consigo el Raw Women's Championship. Tras bastidores, Flair fue entrevistada y estuvo emocionada al decir que fue la mejor decisión que pudo tomar Fox (ya que SmackDown se transmite por dicho canal los viernes). Esa misma noche, atacó a Sasha Banks y Bianca Belair después de la lucha que fue ganada por la primera, para después confrontar a la Campeona Femenina de SmackDown Becky Lynch. Tres noches después en Raw, Flair expresó su interés de obtener el campeonato de SmackDown para convertirse en doble campeona durante un segmento tras bastidores. Esa misma noche, se enfrentó contra Bianca Belair en un combate titular, pero perdió por descalificación debido a que Lynch atacó a Belair, lo que permitió conservar el título. En el episodio del 11 de octubre, Flair hizo equipo con Lynch para enfrentarse ante Banks y Belair en un Tag Team Match, pero el combate terminó sin resultado debido a que las cuatro mujeres no quisieron cooperar en ambos equipos y se atacaran mutuamente. En el episodio del 18 de octubre, Flair abrió el show para recriminar al roster porque, según ella, no le hicieron su celebración de despedida y quería su momento, para después calificar a Belair de novata. Sin embargo, Belair la interrumpió y dijo que tenía intenciones de volverse doble campeona a expensas suyas, pero Flair fue atacada por Belair cuando esta contraatacó, lo que pactó un combate entre ambas por el campeonato para el evento estelar esa misma noche. Sin embargo, Flair retuvo el título al ser descalificada cuando atacó a Belair con una silla, solo para que esta, en respuesta, le atacara del mismo modo (había planes que indicaban que Flair perdiera limpiamente el campeonato ante Belair para que esta pudiera celebrar su victoria, cosa que no sucedió porque el combate terminó en descalificación, ya que el campeonato no cambia de manos) y sacarla del ring. Esta fue su última aparición como luchadora de la marca. Cuatro noches después en SmackDown, Flair hizo acto de presencia para intercambiar títulos con Lynch (ya que debido al Draft, Flair fue mandada a SmackDown y Lynch a Raw), concluyendo su sexto reinado a los 63 días. Sin embargo, durante el intercambio de los dos títulos, Flair cruzó la cuarta pared (en realidad el guion marcaba en el segmento a que Lynch tuviera su momento de tener ambos campeonatos como "Becky Two Belts" y que la asistente Sonya Deville obligaba a Lynch a intercambiar con Flair los títulos y que Sasha Banks apareciera al final del mismo segmento, pero Flair hizo caso omiso y cuando iba a entregar su campeonato, ella lo tiró al suelo a propósito, generando una polémica y controversial reacción de los escritores, de las luchadoras (quienes dijeron que no querían trabajar con ella en las historias debido a su actitud egoísta y prepotente) y de Mr. McMahon, quien estuvo muy molesto con ella tras bambalinas y recriminándole por qué se saltó su línea, respuesta que Flair no pudo responder, ya que fue escoltada por la seguridad hasta la salida) y esto llamó la atención de muchos y descontentos de otros. Después de esto, Flair, comenzando con su sexto reinado (su décimo-sexto campeonato) como Campeona Femenina de SmackDown, fue interrumpida por Banks, quien le explicó que ella mandaba en la marca azul y quería una lucha por su título. Sin embargo, Flair la ridiculizó diciendo que si alguien se acordaba de ella como campeona, lo que provocó que Banks en respuesta la atacara, reanudando así su feudo con ella en el proceso. Seis días después sin embargo, la WWE anunció que Flair se mantuviera fuera de la empresa durante algunos días para evitar que los problemas fueran a más y solo ser programada para apariciones debido a que se convirtió en el blanco de todos los medios de comunicación por sus acciones y comportamiento, lo cual provocó una tendencia social a nivel mundial por la controversia mencionada anteriormente y algunos medios comenzaron a presionar a la misma de que la luchadora se fuera de la empresa. Esto evitaría ser entrevistada por la prensa para no afectar seriamente su vínculo con la empresa. En el episodio del 29 de octubre, Flair fue interrumpida por Banks, quien quería una oportunidad al campeonato, pero Flair se negó y retó a nuevas rivales para su título, siendo Shotzi quien respondió su reto, lo cual se pactó un Championship Contender Match más adelante entre las dos, en el cual Flair salió victoriosa a pesar de la interferencia de Banks.
La WWE anunció que Flair se enfrentará ante la Campeona Femenina de Raw Becky Lynch en un Champion vs. Champion Match en Survivor Series. Tres noches después de estar ausente durante una semana, Flair habló sobre su rival, diciéndole que los campeonatos que ganó se lo debía gracias a ella y la criticó diciendo que era una versión prefabricada de sí misma. Luego de que se proclamara como la SuperStar Creator, fue interrumpida por Toni Storm, quien la retó a una lucha por su campeonato. Sin embargo, Flair rechazó el reto. En el episodio del 19 de noviembre, Flair interrumpió la entrevista que le estaban haciendo a Storm, a quien le daría una lucha por el campeonato dependiendo del resultado de la lucha no titular entre Lynch y ella después del evento. Sin embargo, Flair fue derrotada ante Lynch en un Champion vs. Champion Match en  Survivor Series. Cuatro noches después en SmackDown, Flair expresó su disgusto con Lynch, acusándola de que ella hiciera trampa para ganar, pero fue interrumpida por Storm, quien quería la oportunidad que Flair le habría prometido dos días antes de Survivor Series. Flair se negó a darle la oportunidad y en respuesta, humilló a Storm tras lanzarle dos pastelazos en el rostro. 
No obstante, en el episodio del 3 de diciembre, Flair rechazó nuevamente el reto de Storm, quien tomó represalias al atacarla con un pastelazo (de la misma forma como Flair se lo hizo la semana pasada), por lo cual dio comienzo a un nuevo feudo entre ellas. En el episodio del 10 de diciembre, Flair se enfrentó ante Storm en un Championship Contender Match, perdiendo por descalificación debido a que no paró de atacar a Storm contra el esquinero, lo que hizo que Storm perdiera una oportunidad por el campeonato. Después de que las grabaciones de SmackDown salieran al aire, Flair se enfrentó ante Sasha Banks en un Fatal-4 Way Match que también involucró a Becky Lynch y Bianca Belair, pero la ganadora de la lucha fue Banks. Después del combate, Flair "rompió" su personaje cuando ella le quitó el campeonato de Lynch de manos de uno de los productores, solamente para entregárselo personalmente a ella como muestra de respeto (a pesar de que las dos eran heel) y saludara al público para luego irse. Seis noches después en SmackDown, Flair se asoció con Shotzi para enfrentarse ante Sasha Banks y Toni Storm en un Tag Team Match, donde fueron derrotadas luego de que Storm la cubriera con un Roll-Up de espaldas. Como Storm la cubrió de esa manera, se ganó una oportunidad al título. En el episodio del 24 de diciembre (pregrabado el 17 de diciembre), Flair retuvo el campeonato ante Storm en una lucha titular. Sin embargo, su feudo con Storm terminó abruptamente luego de que esta última solicitara la liberación de su contrato con la empresa cinco días después.
En el episodio del 29 de enero de 2022, Flair hizo una advertencia al roster femenino si ganaba el Women's Royal Rumble Match, pero todas la confrontaron porque ninguna de ellas no se han ganado una oportunidad a su campeonato. Sin embargo, fue interrumpida por Sasha Banks (quien hacía su regreso) y ella terminó por atacarla, haciendo que las luchadoras de la marca se atacaran entre sí. En el evento, Flair participó en el Women's Royal Rumble Match con la entrada #17, logrando eliminar a Aliyah, Summer Rae, Rhea Ripley, Lita, Bianca Belair y Shayna Baszler, pero no logró ganar al ser eliminada por la eventual ganadora, Ronda Rousey.
En el episodio del 4 de febrero, Flair anunció que se enfrentaría ante Sasha Banks, a quien elegiría como su oponente en WrestleMania 38, pero Banks no apareció en ese segmento por no estar recuperada completamente de su lesión; sin embargo, Flair fue interrumpida por Ronda Rousey, quien la eligió como su oponente para WrestleMania 38 por el SmackDown Women's Championship, a lo que Flair aceptó y se anunció dicha lucha para ese evento, comenzando un nuevo feudo entre ellas. En el episodio del 11 de febrero, Flair se enfrentó ante Naomi en una lucha titular en el evento estelar de esa misma noche, donde Flair retuvó el campeonato. Semanas después, Flair se convirtió (junto a Trish Stratus) en ser la primera mujer por tener los días combinados como Campeona Femenina de Raw, Campeona Femenina de SmackDown (debido a que por ambos cuenta con seis reinados cada uno), Campeona Femenina de NXT (dos reinados), sumando un total de 828 días acumulativos, un récord que no había sido roto durante casi 16 años. Cuatro noches después en SmackDown, Flair declaró en un segmento que enfrentarse ante Rousey sería el mayor objetivo de su carrera. Efectivamente, en WrestleMania 38, Flair derrotó a Rousey para retener el SmackDown Women's Championship de manera controversial (ya que originalmente se rindió, pero como el árbitro seguía inconsciente luego de que Flair lo atacara accidentalmente con una Spear, este no vio la rendición), superando todas las expectativas de ganar en este evento.   
En el episodio del 8 de abril en SmackDown, Flair se rehusó a darle una revancha a Rousey durante un segmento entre ellas debido al resultado polémico de dicho combate en WestleMania 38. No obstante, Rousey la retaría a un "I Quit" Match para evitar más polémicas del cambio de campeonato. Debido a que Flair se negó a aceptar su reto por el campeonato, la WWE anunció que la lucha por el campeonato se llevará a cabo en WrestleMania Backlash, haciendo oficial la lucha. En el episodio del 15 de abril, Flair fue entrevistada por Drew Gulak (quien estaba teniendo su primer rol como entrevistador) sobre la lucha que tenía pactada para el evento, en donde Flair declaró que derrotaría de una vez por todas a Rousey y la obligaría a rendirse. Sin embargo, Gulak habló sobre el resultado de la lucha que tuvo Flair y Rousey que terminó en controversia y a Flair no le gustó que hablara sobre ese tema, de manera que atacó a Gulak y lo sometió con la Figure Eight LegLock, aceptando el reto de Rousey para enfrentarse ante ella en Backlash. En el episodio del 22 de abril en SmackDown, Flair y Rousey tuvieron la firma de contrato que terminó en una pelea, pero Rousey frustró sus planes y la atacó con un palo de kendo para luego someter a Gulak (quien intentó convertirse en el asistente de Adam Pearce), obligando a Flair a retirarse. Se anunció que Flair y Rousey se enfrentarán cada una en un Beat The Clock Challenge para determinar que tiempo tarda cada una en hacer rendir a sus oponentes siendo Aliyah y Shotzi en la próxima semana. En el episodio del 29 de abril (pregrabado el 22 de abril) en el evento principal de esa noche, Flair no consiguió romper el tiempo que hizo Rousey al someter a Shotzi con un Armbár que fue de 1:41 luego de que su oponente, Aliyah, resistiera su Figure Eight LegLock hasta que el tiempo expiró, siendo Rousey la ganadora del Beat The Clock Challenge y como Gulak fue quien tocó la campana después del límite de tiempo, Flair se desquitó con él atacandolo con la campana en la cabeza una semana antes del evento. 
En el episodio del 6 de mayo, una Flair decepcionada apareció para retar a Aliyah a una lucha individual, pero la lucha no comenzó debido a que la atacó salvajemente antes de que Rousey apareciera para salvar a esta última y atacarse mutuamente antes de ser separadas por los árbitros. Sin embargo, dos noches después en WrestleMania Backlash, Flair fue derrotada por Rousey en un "I Quit" Match cuando la obligó a que se rindiera con el Armbar que tenía sometido en su brazo, el cual estaba reforzado sobre una silla y al no aguantar más dolor, se rindió ante ella (siendo esta la primera vez que Flair pierde por sumisión técnica ante Rousey) perdiendo el Campeonato Femenino de SmackDown, terminando con su sexto reinado de 198 días. Después de esto, la WWE anunció que Flair sufrió una lesión de radio durante la lucha y que estaría fuera de la empresa durante un tiempo no específico (kayfabe), lo que le puso fin a su feudo con Rousey en el proceso. Para explicar su ausencia en los cuadriláteros, Flair estará fuera de acción indefinidamente y durante el tiempo de inactividad que le asignaron en la storyline, lo tomará para hacer los preparativos de su boda con su prometido y actual luchador de AEW, Andrade El Ídolo, cuya fecha de matrimonio está prevista para el verano de este mismo año.    
Después de una larga ausencia de siete meses, en el episodio del 30 de diciembre, Flair hizo su sorpresivo regreso a la empresa estrenando un nuevo tema de entrada y retó inmediatamente a Ronda Rousey para un enfrentamiento titular luego de que ella retuviera el SmackDown Women's Championship ante Raquel Rodríguez. Aunque la campeona le daría la revancha por el campeonato en Royal Rumble, Flair insistió en hacer oficial el combate esa misma noche, de manera que Rousey no le quedó más remedio que aceptar. No obstante, apenas sonó la campana, Flair la dejó fuera de combate con un Queen's Boot y luego de la campeona le revirtió la Spear en un Ármbar, Flair la cubrió con un reversal y la derrotó rápidamente para la victoria. Esta victoria le hizo ganar a Flair por séptima vez el título y convirtiéndose en 14 veces campeona femenina mundial, cambiando a face nuevamente desde abril de 2021.
En el primer SmackDown del año 2023, Flair hizo su primera aparición desde su regreso para hablar de como ganó el título y agradeció al público (que antes la abucheaban) por la victoria. Sin embargo, fue interrumpida por Sonya Deville, quien la retó a un combate titular por el título esa misma noche porque, según ella, lo haría de la misma forma como Flair lo hizo con Rousey la semana pasada. No obstante, Flair la derrotó por sumisión rápidamente. En el episodio del 13 de enero, Flair fue atacada por Deville tras bambalinas después de que Adam Pearce le negó a la segunda una oportunidad titular, siendo separadas por árbitros. En el episodio del 20 de enero, Flair siguió recibiendo el apoyo del público, quienes estaban abucheando a Deville por sus acciones y además esta última rechazo enfrentarse ante Flair en una lucha para luego atacarla a traición, empezando un pequeño feudo entre las dos. Dos noches después en Raw Is XXX, Flair hizo una aparición especial en Raw junto a su padre, Ric Flair, quien la presentó por su reciente logro como campeona mundial femenina en donde felicitó a la Raw Women's Championship Bianca Belair, expresando su respeto a ella hasta que Deville las interrumpió. Flair, como forma de desquitarse a su adversaria, anunció que se enfrentará contra Belair esa noche, obteniendo esta última la victoria.
Durante el episodio del 8 de diciembre del 2023, en SmackDown, se lesiono durante el combate que sostuvo contra Asuka, el cual se mostraron imágenes donde era trasladada tras bastidores, el cual con los resultados médicos realizados a ella, confirmó la WWE que estará alejada de los cuadriláteros 9 meses, perdiéndose Royal Rumble, WrestleMania XL y reapareciendo en Survivor Series 2024.
Después de más de un año fuera de acción, Flair regresó de una lesión el 1 de febrero de 2025 en el Royal Rumble, participó en el Royal Rumble femenino, entró en el puesto 27 y finalmente ganó la lucha por segunda vez, al eliminar finalmente a Roxanne Perez. Con esta victoria, se convierte en la undécima persona y la primera mujer en ganar el Royal Rumble más de una vez.

## En otros medios
Flair apareció en la edición de enero de 2016 de Muscle & Fitness. Flair se ubicó en el lugar 29 de 50 entre las atletas más aptas del año en Sports Illustrated 2017. En junio de 2018, Flair apareció en la revista ESPN Body 10.
Flair hizo su debut en los videojuegos como un personaje jugable en WWE 2K17 y desde entonces ha aparecido en WWE 2K18, WWE 2K19, WWE 2K20, WWE SuperCard, WWE Champions, WWE2K: Battlegrounds, WWE Mayhem, WWE Universe y WWE 2K22
En 2017, Flair interpretó a Heather Rockrear en Psych: The Movie.
Flair lanzó Second Nature: The Legacy of Ric Flair and the Rise of Charlotte, escrito junto con su padre y Brian Shields, autor de WWE Encyclopedia, el 19 de septiembre de 2017.

## Vida personal
Fliehr fue arrestada el 5 de septiembre de 2008 en Chapel Hill, North Carolina, por agredir a un oficial de policía después de una pelea que involucraba a Fliehr, su entonces-esposo Riki Johnson y su padre. Se declaró culpable y fue sentenciada a 45 días en la cárcel, los cuales fueron suspendidos a libertad condicional y una fianza de $200.
De mayo de 2010 a febrero de 2013, estuvo casada con  Riki Johnson. En 2017, con la publicación del libro que escribió con su padre, Second Nature, habló sobre los varios problemas de violencia doméstica a los que fue sometida por parte de Riki. De 2013 a octubre de 2015, fue esposa del luchador británico Thomas Latimer, conocido en ese entonces como Bram. Su divorcio fue finalizado el 29 de octubre de 2015, en el estado de Florida. En enero de 2020, se comprometió con el luchador mexicano, Manuel Andrade Oropeza. Ambos se casaron en México el 27 de mayo de 2022. Flair solicitó el divorcio en junio de 2024, y su separación se concretó en octubre del mismo año.
Fliehr tiene múltiples tatuajes, incluyendo dos corazones por encima de su cintura, un corazón en su muñeca izquierda, una cita de la Biblia en el lado izquierdo de su torso, que dice «guard your heart above all else, for it will determine the course of your life» («guarda tu corazón por encima de todo, porque determinará el curso de tu vida»), una cruz en el lado derecho de su torso, y una cita en su antebrazo derecho, leyendo «a little patience...», de la canción de Guns N' Roses, «Patience». Los dos son homenajes a hermano, Reid Flair, quien falleció el 29 de marzo de 2013.

## Filmografía
| Año  | Título                  | Rol              | Notas                    |
| ---- | ----------------------- | ---------------- | ------------------------ |
| 2017 | Psych: The Movie        | Heather Rockrear | Película de televisión   |
| 2017 | Smashing Glass Ceilings | Ella misma       | Episodios 6, Temporada 1 |

## Campeonatos y logros
- CBS Sports
  - Lucha del año en WWE (2018) vs. Becky Lynch y Asuka en WWE TLC[317]

- World Wrestling Entertainment/WWE
  - WWE Divas Championship (1 vez, última)
  - NXT Women's Championship (2 veces)
  - Raw Women's Championship (6 veces, inaugural)
  - SmackDown Women's Championship (7 veces)
  - WWE Women's Tag Team Championship (2 veces, actual) – con Asuka (1) y Alexa Bliss (1)
  - Women's Royal Rumble (2) (2020, 2025) (Record)
  - Triple Crown Championship (Quinta)
  - Grand Slam Championship (Cuarta)
  - WWE Year–End Award
    - Lucha del año (2018) vs. Becky Lynch en Evolution[318]

- Pro Wrestling Illustrated
  - Novata del año (2014)[319]
  - Rivalidad del año (2016) vs. Sasha Banks
  - Mujer del año (2016)
  - Situada en el N°10 en los PWI Female 50 de 2014[320]
  - Situada en el Nº6 en los PWI Female 50 de 2015[321]
  - Situada en el Nº1 en los PWI Female 50 de 2016[322]
  - Situada en el Nº2 en los PWI Female 50 de 2017[323]
  - Situada en el Nº3 en el PWI Female 100 en 2018[324]
  - Situada en el Nº2 en el PWI Female 100 en 2019[325]
  - Situada en el Nº4 en el PWI Female 100 en 2020[326]
  - Situada en el Nº15 en el PWI Female 150 en 2021[327]
  - Situada en el Nº8 en el PWI Female 150 en 2022[328]

- Wrestling Observer Newsletter
  - Peor rivalidad del año (2015) - Team PCB vs. Team B.A.D. vs. Team Bella con The Bella Twins, Alicia Fox, Tamina, Naomi, Sasha Banks, Paige y Becky Lynch.
  - La táctica promocional más repugnante (2015) - con Paige, utilizando la muerte de Reid Flair.